# Attractive nuisance doctrine
Die Attractive nuisance doctrine (engl. Rechtssprache: attractive nuisance = Gefahrenquelle, die Kinder anzieht) bezeichnet man im Recht der Vereinigten Staaten eine Lehre, wonach ein Grundeigentümer wegen deliktischen Verhaltens (tort) für Schäden haftet, die ein Kind bei unbefugtem Betreten des Grundstücks (trespass) erleidet. Sie basiert darauf, dass ein Grundeigentümer auf seinem Grundstück besonders für Kinder nicht abschätzbare Gefahrenquellen eröffnet, beispielsweise ungesicherte Schwimmbecken oder herumstehenden Sperrmüll, und verpflichtet ihn zu angemessenen Schutzmaßnahmen.
Die Doktrin dient speziell dem Schutz von Kindern und ist eine Ausnahme von dem Grundsatz, dass ein Grundeigentümer für das Betreten seines Grundstücks nicht haftet. Sie wird deshalb auch als trespassing child doctrine, the child trespasser exception oder schlicht als special rule bezeichnet.  
Die Doktrin wurde in einer Gerichtsentscheidung von 1874 begründet und in einer weiteren Entscheidung im Jahr 1949 definiert. Sie begründet eine Pflicht für Grundeigentümer, gerade Kinder, die die für die Einschätzung einer Gefahr erforderliche Reife noch nicht haben, vor möglichen Gefahrenquellen zu schützen. 
Manche Bundesstaaten wie Kalifornien haben diese Lehre übernommen. Nach § 339 des Restatement of Torts müssen für eine Haftung folgende Kriterien erfüllt sein:
1. der Eigentümer hat Grund zu der Annahme oder hätte Grund zu der Annahme haben müssen, dass Kinder sich unbefugt am Ort des Vorfalles aufhalten könnten,
2. der Eigentümer weiß oder hätte wissen müssen, dass am Ort des Geschehens eine unangemessene Lebens- oder schwere Verletzungsgefahr für Kinder besteht,
3. die Kinder haben aufgrund ihrer Jugend diesen Zustand nicht erkannt bzw. das Risiko, das das Betreten des Ortes mit sich bringt,
4. der Nutzen des Eigentümers, den Zustand des Ortes zu erhalten und die Kosten, die Gefahr zu beseitigen sind gering gemessen an der Gefahr für die Kinder,
5. der Eigentümer handelt nicht mit angemessener Sorgfalt, um den Zustand zu beseitigen oder die Gefahr für die Kinder zu beseitigen.

Andere US-Staaten wie Florida kennen nur die dangerous instrumentality doctrine, die auf das Tatbestandsmerkmal der attraction verzichtet und die Haftung über gerade von Grundstücken ausgehende Gefahren hinaus auch auf andere potentiell gefährliche Gegenstände wie Kraftfahrzeuge erweitert. Der Staat Ohio lehnt es generell ab, Kinder bei unbefugtem Betreten eines Grundstücks haftungsrechtlich besser zu stellen als Erwachsene.